# Exocentrus marui
Exocentrus marui là một loài bọ cánh cứng trong họ Cerambycidae.